# Hernán Godoy
Hernán Humberto Godoy Véliz (* 14. Mai 1941 in San Félix, Vallenar; † 19. März 2025) war ein chilenischer Fußballspieler und -trainer. Clavito ("Stift"), wie der Stürmer auch genannt wurde, spielte in verschiedenen Ländern Süd- und Mittelamerikas. Mütterlicherseits war er mit der Nobelpreisträgerin Gabriela Mistral verwandt.

## Karriere

### Verein
Hernán Godoy debütierte 1958 bei Deportes La Serena im Alter von 16 Jahren und entwickelte sich dort zu einem Spieler, der auf dem Sprung in die Nationalmannschaft stand. Godoy wurde in die Vorauswahl für die Weltmeisterschaft 1966 berufen, aber schaffte es nicht in den Kader. Mit La Serena gewann er die Copa Chile, wobei er das Finale gegen die Santiago Wanderers als Verteidiger spielte. In dieser Zeit blieben besonders die Duelle mit Lokalrivale Coquimbo Unido in Erinnerung.
Godoy spielte noch bei weiteren chilenischen Vereinen: den Santiago Wanderers, dem CD Palestino, dem CD Magallanes, Trasandino und Audax Italiano, wo er 1974 seine Karriere beendete. Daneben sammelte er in verschiedenen Ländern Erfahrungen. Beim CSD Comunicaciones in Guatemala blieb er in besonders guter Erinnerung. Er gewann mit dem Klub die Meisterschaft 1968/69 und wurde Liga-Torschützenkönig. Zudem spielte Godoy 1970 bei CD Motagua in Honduras, 1973 beim Alianza FC in El Salvador und 1974 bei Unión Magdalena in Kolumbien.

### Trainer
Hernán Godoy begann als Trainer 1973 beim Alianza FC, allerdings trainierte er erst offiziell 1974 mit dem Audax Italiano seinen ersten Klub, bei dem der Stürmer noch Spieler war. Mit Audax stieg er 1976 in die Primera División auf. Er trainierte bis 2018 insgesamt 25 Vereine in fünf Ländern. Godoy absolvierte zudem Trainerlehrgänge in Frankreich und Italien. Zudem arbeitete er noch als Sportdirektor 2009 bei San Antonio Unido und 2012 als Berater bei Independiente de Cauquenes.
Sein Trainerstil zeichnete sich durch Taktikschulung am Whiteboard aus. Zudem veröffentlichte Godoy 2012 seine Biografie mit dem Titel Un Clavo saca a otro Clavo. Hernán Clavito Godoy. Bei seiner Tätigkeit 2017 als Trainer von Santiago Morning spielten seine beiden Enkel Emanuel López und Alejandro Muñoz.

## Erfolge
Deportes La Serena
- Chilenischer Pokalsieger: 1960

CSD Comunicaciones
- Guatemaltekischer Meister: 1968/69

## Auszeichnungen
- Torschützenkönig der Liga Nacional de Guatemala: 1968/69